# Glycogeenstapelingsziekte type I
Glycogeenstapelingsziekte type I (GSD I), ook wel ziekte van Von Gierke genoemd, is de meest voorkomende van de twaalf glycogeenstapelingsziekten. Deze zeldzame erfelijke stofwisselingsziekte is onderverdeeld in twee types:
- Type Ia: dit type wordt veroorzaakt door een tekort van het enzym glucose-6-fosfatase (G6Pase).
- Type Ib: dit type wordt veroorzaakt door een tekort van het enzym glucose-6-fosfaat-translocase.[1]

## Geschiedenis
In 1929 werd door E. von Gierke, patholoog, de eerste patiënt beschreven met een ziekte die hij "hepato-nephromegalia glykogenica" noemde. Dit was de eerste beschreven patiëntencasus van de glycogeenstapelingsziekte type I. De patiënt had een vergrote lever en vergrote nieren. Von Gierke ontdekte dat deze waren vergroot door opstapeling van glycogeen.

## Oorzaak
In 1952 werd bewezen dat GSD I wordt veroorzaakt door het niet goed functioneren van het enzym glucose-6-fosfatase. Dit enzym zorgt mede voor de glycogeenafbraak en voor vorming van glucose uit vetten en eiwitten. Dit enzym maakt onderdeel uit van het G6Pase-systeem. Zowel het enzym G6Pase als het transportenzym G6P-translocase zijn nodig voor de afbraak van glycogeen. Een niet functionerend G6Pase veroorzaakt GSD Ia (klassieke GSD I) en een niet functionerend G6P translocase veroorzaakt GSD Ib. 
Vroeger werd gedacht dat er ook een GSD Ic bestond, echter na onderzoek van het DNA bleek dit dezelfde ziekte te zijn als GSD Ib.

## Erfelijkheid

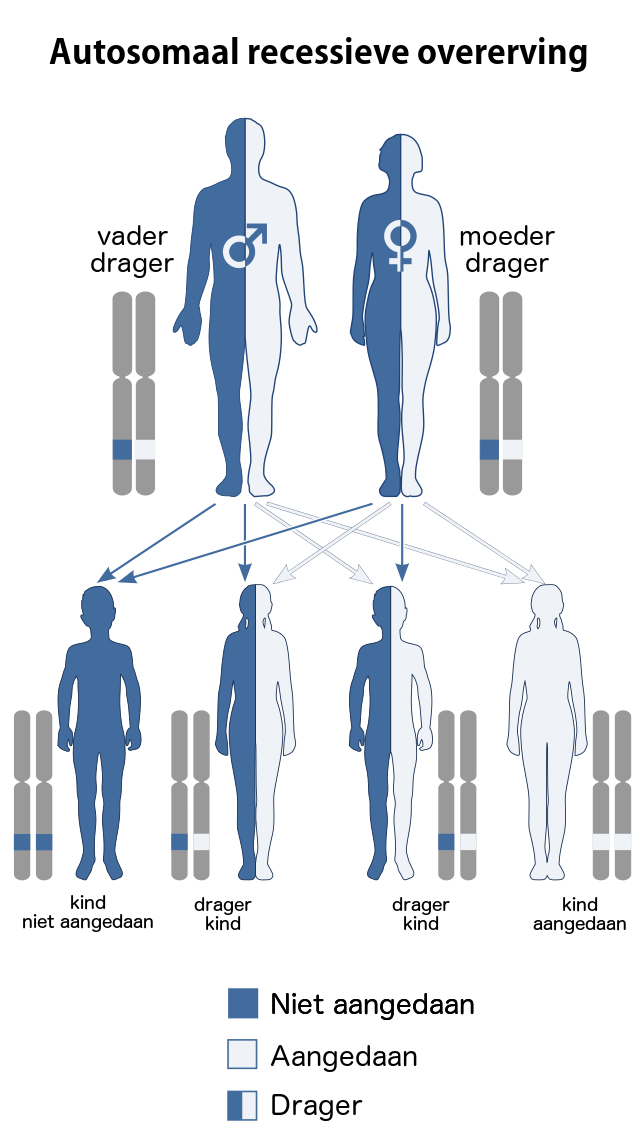
Autosomale overerving

Beide types van GSD I zijn autosomaal recessieve ziekten.
Dit betekent dat wanneer allebei de ouders drager zijn van een afwijkend gen dat GSD type I veroorzaakt, er 25% kans is om een kind te krijgen met de ziekte GSD type I. Zelf hebben ze de ziekte niet en hebben ze 75% kans om een kind te krijgen zonder de ziekte. Wel is 2/3 van die kinderen ook drager van het gen, zonder hier klachten van te hebben.
De glucose-6-fosfatasedeficiëntie in GSD type Ia wordt veroorzaakt door een afwijkend gen dat gelokaliseerd is op chromosoom 17q21. Meer dan 85 afwijkingen van dit gen, ook wel mutatie genoemd, zijn geïdentificeerd. Bij sommige mutaties wordt er nog een kleine hoeveelheid van het enzym aangemaakt, waardoor de symptomen milder zijn.
De glucose-6-fosfaat-translocasedeficiëntie in GSD type Ib wordt veroorzaakt door een mutatie gelokaliseerd op chromosoom 11q23. Hiervan zijn meer dan 81 verschillende mutaties geïdentificeerd. De expressie van dit gen vindt in verschillende weefsels plaats zoals de lever, spieren, alvleesklier en stamcellen van het bloed. Dit verklaart mede de verschillen in ziektepresentatie tussen GSD type Ia en type Ib.

## Epidemiologie
De incidentie van GSD type I is 1 op 100.000 levend geboren kinderen. Dat betekent dat er in Nederland ieder jaar 1 à 2 kinderen worden geboren met GSD type I. 80% Van de patiënten heeft GSD type Ia en 20% van de patiënten heeft type Ib.

## Pathofysiologie
GSD type Ia wordt veroorzaakt door een tekort van het glucose-6-fosfatase (G6Pase) enzym. GSD type Ib wordt veroorzaakt door een tekort van het glucose-6-fosfaat translocase een transporter. Deze tekorten leiden tot het onvermogen om glucose-6-fosfaat om te zetten in glucose. Normaal verloopt dat via de glycogenolyse en de gluconeogenese, maar bij GSD I zijn deze beide processen aangedaan.

## Klinisch beeld
Sommige zuigelingen presenteren zich met ernstige hypoglykemieën, maar meestal presenteren zuigelingen zich bij 3-4 maanden met een uitgezette buik door een vergrote lever (hepatomegalie) en onvoldoende ontwikkeling; zowel motorisch als cognitief.
De hypoglykemieën kunnen ontstaan wanneer een zuigeling 2-4 uur niet gevoed is. Aangezien zuigelingen in de eerste maanden van hun leven vaak om de 4 uur gevoed worden, krijgen zij meestal nog geen hypoglykemieën en valt de ziekte vaak de eerste maanden nog niet op. Wel stapelt het glycogeen zich op in de lever en wordt deze groter; dit wordt vaak ontdekt door de huisarts of consultatiebureau-arts.
Onbehandelde of onderbehandelde kinderen hebben typisch "poppengezicht" met volle wangen en dunne armen en benen.
De complicaties en symptomen die kunnen ontstaan zijn:
- Lactaatacidose
- Uremie
- Epileptische aanvallen
- Hyperlipidemie
- Door stapeling van glycogeen in de nieren kan er nierfalen ontstaan met jicht, proteïnurie, hypertensie, nierstenen en nefrocalcinose tot gevolg,
- Klein voor de leeftijd; vertraagde puberteit
- Adenomen die in sommige gevallen kwaadaardig kunnen worden.
- Pancreatitis komt soms voor ten gevolge van een te hoge triglyceridewaarde in het bloed.
- Bij veel hypoglykemieën kunnen er problemen in de hersenen ontstaan, zoals een verminderd IQ.
- Bloedarmoede komt voor en komt vaak bij GSD type Ia samen met adenomen en bij GSD Ib samen met enterocolitis.
- Vitamine D-tekort, met als gevolg osteoporose of osteopenie
- Polycysteus-ovariumsyndroom komt bijna bij alle vrouwelijke patiënten voor, maar de vruchtbaarheid lijkt niet verminderd te zijn.

Daarbij hebben patiënten met GSD type Ib risico op:
- Door verminderde aanmaak van witte bloedcellen, in het specifiek de monocyten en neutrofielen, is het immuunsysteem verzwakt. Hierdoor hebben patiënten met GSD type Ib meer kans op infecties.
- Ontsteking van de darm
- Hypothyreoïdie door een auto-immuunreactie

Deze complicaties kunnen voorkomen of verminderd worden door het volgen van een strikte behandeling.

## Diagnose
Onderzoek naar een glycogeenstapelingsziekte zal pas gebeuren wanneer er klinisch sterke aanwijzingen zijn. 
Symptomen zoals hypoglykemiën, hepatomegalie en een afwijkende groei kunnen aanleidingen zijn om verder onderzoek te doen.
Bij GSD type I kunnen afwijkende bloedwaardes worden gevonden:
- Hypoglykemie tijdens vasten
- Lactaatacidose
- Uremie
- Hyperlipidemie waarbij zowel de triglycerides als het cholesterol verhoogd zijn

Bij een sterke verdenking op GSD type I kan er genetische diagnostiek worden gedaan. Hierbij wordt gekeken naar de DNA-afwijkingen die voor de ziekte GSD type Ia of Ib zorgen. 
Er kan ook een biopt van de lever worden genomen, maar dit is een invasief onderzoek en wordt liever vermeden.
De symptomen van GSD type I kunnen ook lijken op andere ziektes. De differentiaaldiagnose van GSD type I is:
- GSD type III
- GSD type VI
- GSD type IX
- fructose-1,6-bisfosfatasedeficiëntie
- Diabetes mellitus
- Ziekte van Niemann-Pick type B[1]

## Behandeling
Er is nog geen behandeling voor GSD I die de ziekte kan genezen, wel kunnen de symptomen van de ziekte behandeld worden.
De behandeling is er op gericht om hypoglykemiën te voorkomen en te streven naar een zo normaal mogelijke bloedglucosespiegel.

### Frequente voedingen
Vaak kleine porties eten is een veel gebruikte oplossing om hypoglykemiën te voorkomen. Afhankelijk van de ernst van de ziekte moet er om de 2-4 uur gegeten worden.

### Sondevoeding
's Nachts wordt er vaak gebruikgemaakt van sondevoeding. Sondevoeding kan gegeven worden via de neus, maar als langetermijnoplossing wordt er vaak gekozen voor een PEG-sonde. Hierbij loopt er tijdens de nacht continu een nauwkeurig afgemeten hoeveelheid voeding de maag in waardoor hypoglykemiën worden voorkomen.

### Complexe koolhydraten
Complexe koolhydraten, of zetmeel, bestaan uit complexe ketens van glucose en koolhydraten die in de natuur dienen als voedselreserve voor planten. Deze grote moleculen worden in het lichaam afgebroken tot kleinere koolhydraat moleculen en zijn hierdoor een tragere energiebron. De complexiteit van deze koolhydraten en daarmee de traagheid van de energiebron wordt ingedeeld door middel van de glykemische index. Hoe lager de glykemische index, hoe trager de energiebron en hoe langer het duurt voordat er een hypoglykemie optreedt.
60-70% Van het dieet moet uit complexe koolhydraten bestaan. Voorbeelden van complexe koolhydraten zijn brood, deegwaren, aardappelen, maïs etc. 10-15% van het dieet moet bestaan uit eiwitten en 10-15% uit vetten.
Maiszetmeel, ook wel bekend als maizena, is een zeer complex koolhydraat en hierdoor een zeer trage energiebron. Wanneer pure maiszetmeel gegeten wordt, zonder dit te verwarmen of verhitten, kan dit 3-4 uur dienen als energiebron. Maiszetmeel snacks kunnen worden gegeten als overbrugging tussen maaltijden of 's nachts als vervanging van de nachtelijke sondevoeding.
Te vermijden voedingsmiddelen zijn sucrose en fructose.